# Otto Küstner
Otto Ernst Küstner (Trossin, 26 agosto 1849 – Trossin, 12 maggio 1931) è stato un ginecologo tedesco.

## Biografia
Inizialmente ha studiato medicina a Lipsia e a Berlino, e durante la guerra franco-prussiana era un volontario con la Garde-Füsilier-Regiment. In seguito, ha continuato i suoi studi presso l'Università di Halle, ottenendo il dottorato nel 1873. Ha poi approfondito la sua formazione a Vienna, poi è tornato a Halle come assistente del policlinico di Theodor Weber e anche dell'istituto ostetricia, sotto Robert Michaelis von Olshausen.
Nel 1877 ha ricevuto la sua abilitazione, e poco dopo è diventato professore associato presso l'Università di Jena (1879). Nel 1887 è stato nominato professore di ostetricia e ginecologia a Dorpat, e dal 1893 fino al suo pensionamento nel 1923 è stato professore presso l'Università di Breslavia.
Küstner si è specializzato in ginecologia e nel parto. Ci sono una serie di eponimi medici a lui collegate, tra cui un gancio di estrazione ostetrica conosciuta come "Steißhaken di Küstner". Fu autore di un libro di testo, sulla ginecologia, intitolato "Kurzes Lehrbuch der Gynäkologie" (1901, 9ª edizione 1922).

## Opere principali
- Der abdominale Kaiserschnitt, Wiesbaden (1915).
- Kurzes Lehrbuch der Gynäkologie, Jena (9ª edizione 1922).
- Pathologie der Schwangerschaft, in: K. Baisel's Textbook of Obstetrics, Volume 2, (1924).